# Ignacije Lojolski
Ignacije Lojolski (pravo ime Íñigo López de Loyola, Azpeitia, 23. listopada 1491. – Rim, 31. srpnja 1556.), španjolski svetac i utemeljitelj Družbe Isusove.

## Životopis
Rođen je godine 1491. u dvorcu Loyola, Gipuskoa na sjeveru današnje Španjolske, pod imenom Íñigo López de Loyola, kao posljednje od dvanaestero djece. Roditelji su mu već od ranog djetinjstva namijenili svećeničko zvanje i u tom su ga pravcu odgojno i usmjeravali, ali Íñigo, sklon viteškim pričama i avanturama, odlučuje krenuti putem vojničkog poziva. Njegova vojnička karijera strelovito se kretala ka vrhuncu, ali ne zadugo. Na Duhove 1521., u bitci s trupama francuskog kralja Franje I, braneći tvrđavu Pamplonu, biva teško ranjen topovskim tanetom u koljeno. Nakon ranjavanja odlazi na dugotrajno liječenje u svoj rodni dvorac. Nalazeći se na bolesničkoj postelji čeznuo je za zabavnim knjigama, ali na dvoru su bile samo dvije: "Život Isusa Krista" od Ludolfa kartuzijanca i "Zlatne legende" (o životima svetaca) Jakova de Voragine. Ispočetka mu se nisu sviđale, ali ih je pritisnut dosadom počeo čitati.
Knjige su ga svakim danom sve više osvajale i u njemu započinje proces obraćenja i upoznavanja s Božjom providnošću. Nakon ozdravljenja odlučuje se na dugo hodočašće preko Španjolske i Italije do Svete Zemlje, gdje se namjeravao povući u jedan od pustinjačkih samostana. Nakon posjeta Gospinim svetištima Aranzazu i Montserratu odlazi u grad Manresu i ondje se u jednoj špilji blizu grada neplanirano zadržava gotovo godinu dana. U tom razdoblju molitve i razmišljanja došlo je konačno do prave preobrazbe. Kasnije o tome zapisuje: "Bog je sa mnom postupao kao učitelj s djetetom i ja bih uvrijedio Božje veličanstvo kad bih o tom posumnjao…". Ovdje nastaje i Ignacijeva glasovita knjižica "Duhovne vježbe" koja će kasnije dovesti do obraćenja nebrojenih ljudi, a redovnicima i svjetovnjacima postati sredstvo pročišćenja duše. 
Nakon boravka u Manresi posjećuje Rim, Veneciju i Svetu Zemlju. U Svetoj je Zemlji želio pomagati i obraćati nevjernike, ali mu želja ostaje neispunjena; vraća se u Europu i nastavlja s naukama u Barceloni, a kasnije i u Parizu gdje postaje doktor filozofije -  “magister artium”. Tijekom boravka u Parizu okuplja nekolicinu istomišljenika i 1535. godine osniva “Družbu Isusovu” pod geslom: “Omnia ad maiorem Dei gloriam” – Sve na veću slavu Božju. Družba je nosila Isusovo ime jer je, kako kasnije kaže, u La Storti doživio viđenje. Naime, Isus mu je, noseći križ na ramenu, rekao da ga želi za slugu. Tako je zadobio veliku pobožnost prema Spasiteljevom imenu i htio da se Družba nazove Isusovom. Nakon toga Inigo, u čast svetog Ignacija Antiohijskog mijenja ime u Ignacije i usvaja njegovu izreku iz poslanice Rimljanima: "Moja je ljubav raspeta!". Ignacija je 24. lipnja 1537. godine rapski biskup zaredio za svećenika. Svoju prvu misu želio je održati u Betlehemu, ali je to zbog ratova s Turcima bilo nemoguće, pa zato odlazi Papi u Rim. U Rimu Družba napreduje i stavlja se na potpuno raspolaganje papi Pavlu III. Na Božić 1538. Ignacije služi svoju prvu svetu misu na oltaru jaslica u bazilici Santa Maria Maggiore. 27. rujna 1540. godine papa Pavao III bulom “Regimini militantis ecclesiae”, proglašava Družbu Isusovu novim redom. Prvi suradnici i braća Družbe jednoglasno izabraše Ignacija za generalnoga poglavara, koji će to ostati sve do smrti. Redu je dao čvrst ustroj, popraćen brojnim misama i molitvama. Družba se proširuje po čitavoj Europi, a Franjo Ksaver ju proširuje i na Daleki Istok. Ignacije umire 31. srpnja 1556. godine, a taj se dan i danas slavi kao spomendan na neumornu i čvrstu osobu koja je za sobom ostavila razgranat i discipliniran red s brojnim kolegijima i ustanovama.

## Djela
- Konstitucije (Constitutiones, 1652,)[1]
- Duhovne vježbe (Los ejercicios espirituales, 1548.)

## Štovanje

### Svetišta
Nepotpun popis
- Svetište i bazilika Loiola
- Crkva sv. Ignacija u Dubrovniku

## Povezano
- Isusovci
- Duhovne vježbe sv. Ignacija Lojolskog
- Injigo

## Vanjske poveznice
Mrežna mjesta
- Tko je bio sv. Ignacije Lojolski?, www.isusovci.hr
- Sveti Ignacije Lojolski i Družba Isusova, nku.hbk.hr